# Philipp Wobeto
Philipp Wobeto (5 de junio de 1991) es un deportista alemán que compite en bobsleigh en la modalidad doble. Ganó una medalla de plata en el Campeonato Mundial de Bobsleigh de 2017, en la prueba por equipo.

## Palmarés internacional
| Campeonato Mundial | Campeonato Mundial   | Campeonato Mundial | Campeonato Mundial |
| Año                | Lugar                | Medalla            | Prueba             |
| ------------------ | -------------------- | ------------------ | ------------------ |
| 2017               | Königssee (Alemania) | Medalla de plata   | Equipo             |